# Jobs Per Persson
Jobs Per Persson, född 6 april 1872 i Leksands församling i Kopparbergs län, död där 9 februari 1954, var en svensk murare och träskulptör.
Han var son till muraren Jobs Per Persson och Hanses Margareta Andersdotter och från 1904 gift med Anna Skoglund. Persson snidade främst leksandsgummor och leksandsgubbar. Han medverkade i utställningen Leksands jubileumsmidsommar 1929. Det producerades en kortfilm om Persson och hans snideri. Vid en minnesutställning med verk av Perssons, August Berglund samt Erik Sjöberg visades på kommunhuset i Leksand 1964. Persson är representerad vid Leksands hembygdsgemenskap.